# مسابقات قهرمانی جهان خودروی تورینگ
مسابقات قهرمانی جهان خودروی تورینگ فیا (انگلیسی: FIA World Touring Car Championship) یک سری مسابقات قهرمانی اتومبیل‌رانی برای خودروهای تورینگ بود که مروج آن یورواسپورت ایونتز بود و نظارت بر برگزاری آن بر عهدهٔ فدراسیون بین‌المللی اتومبیل‌رانی (فیا) بود.